# Robert Marshak
Robert Eugene Marshak (Nueva York, 11 de octubre de 1916 - Cancún, 23 de diciembre de 1992) fue un físico y educador estadounidense. Se desempeñó como el 8.º presidente del City College de Nueva York.

## Biografía

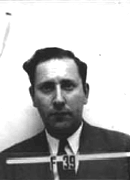
Tarjeta de identificación de Marshak del Proyecto Manhattan.

Marshak nació en el Bronx, Nueva York. Sus padres, Harry y Rose Marshak, eran inmigrantes de Minsk. Fue al City College durante un semestre y luego recibió una beca Pulitzer que proporcionó la matrícula completa y un estipendio que le permitió continuar su educación en la Universidad de Columbia.
En 1939, Marshak recibió su Ph.D. de la Universidad Cornell. Junto con su director de tesis, Hans Bethe, descubrió muchos de los aspectos de fusión implicados en la formación estelar. Esto le ayudó en su trabajo para el Proyecto Manhattan, en Los Álamos, durante la Segunda Guerra Mundial. Durante este tiempo, desarrolló una explicación de cómo funcionan las ondas de choque en temperaturas extremadamente altas alcanzadas por una explosión nuclear, y estas ondas se conocen como ondas Marshak.
Después de la guerra, Marshak se unió al Departamento de Física de la Universidad de Rochester y se convirtió en jefe del departamento en 1950.
En 1947, en la Conferencia de Shelter Island, Marshak presentó su hipótesis de dos mesones sobre el pi-mesón, que se descubrieron poco después. Tres años más tarde, Marshak estableció la Conferencia de Rochester mientras presidía el departamento de física de la Universidad de Rochester. Esto más tarde se conoció como la Conferencia Internacional sobre Física de Altas Energías.
En 1957, Marshak y George Sudarshan propusieron un VA ("vector" menos "vector axial") Lagrangiano para interacciones débiles, lo que finalmente allanó el camino para la teoría electrodébil. Esta teoría fue presentada más tarde por Richard Feynman y Murray Gell-Mann, que más tarde contribuyeron a que cada uno ganara un Premio Nobel de Física. Sudarshan declaró que Gell-Mann había aprendido la teoría de él en la Conferencia de Rochester. De manera similar, Richard Feynman aprendió sobre la teoría de una discusión con Marshak en una conferencia. Feynman reconoció la contribución de Marshak y Sudarshan en 1963 y afirmó que la teoría VA fue descubierta por Sudarshan y Marshak y publicada por Gell-Mann y él mismo.
Marshak fue elegido miembro de la Academia Nacional de Ciencias en 1958, la Academia Estadounidense de Artes y Ciencias en 1961 y la Sociedad Filosófica Estadounidense en 1983.
En 1970, Marshak dejó Rochester para convertirse en presidente del City College. Posteriormente fue profesor distinguido de Virginia Tech, y se jubiló en 1991.
Marshak compartió el J. Robert Oppenheimer Memorial Prize de 1982 con Maurice Goldhaber. Al año siguiente se desempeñó como presidente de la Sociedad Estadounidense de Física, habiendo sido previamente miembro de su consejo (1965-1969), presidente de su División de Partículas y Campos (1969-1970) y vicepresidente.
Falleció por ahogamiento accidental en Cancún, México. Además de Sudarshan, sus estudiantes de doctorado incluyen a Susumu Okubo, Rabindra Mohapatra y Tullio Regge.

## Obra seleccionada
- Marshak, Robert E. (1952). Meson Physics. New York: McGraw-Hill. OCLC 459312979
- Marshak, Robert E.; Radha, T.K.; Raman, K. (1963?) Theory of Weak Interactions of Elementary Particles. Matscience report no. 10. Madras: Institute of Mathematical Sciences. OCLC 474785
- Marshak, Robert E.; Blaker, J. Warren; Bethe, Hans; et al. (1966). Perspectivies in Modern Physics: Essays in Honor of Hans A. Bethe on the Occasion of His 60th Birthday, July 1966. New York: Interscience Publishers. OCLC 418981
- Marshak, Robert E.; Riazuddin ; Ryan, Ciaran P. (1969). Teoría de Interacciones Débiles en Física de Partículas. Nueva York: Wiley-Interscience. OCLC 977600031
- Marshak, Robert E.; Wurtemburg, Gladys (1982). Academic Renewal in the 1970s: Memoirs of a City College President. Washington D. C. University Press of America. ISBN 0819127795, 9780819127792, 0819127809, 9780819127808, OCLC 8763508
- Marshak, Robert E. (1993). Conceptual Foundations of Modern Particle Physics. Singapore: World Scientific. ISBN 9810210981, 9789810210984, 9810211066, 9789810211066, OCLC 925757241

## Otras fuentes
- Henley, Ernest M.; Lustig, Harry (1999). Robert Eugene Marshak, 1916-1992. Washington D. C.: National Academies Press. OCLC 681760054
- Sudarshan, ECG; et al. (1995). A Gift of Prophecy: Essays in Celebration of the Life of Robert Eugene Marshak. Singapore: World Scientific, 1995.ISBN 9789812831408, 9812831401, OCLC 854972413